# Saint-Michel-les-Portes
Saint-Michel-les-Portes – miejscowość i gmina we Francji, w regionie Owernia-Rodan-Alpy, w departamencie Isère.
Według danych na rok 1990 gminę zamieszkiwało 107 osób, a gęstość zaludnienia wynosiła 5 osób/km² (wśród 2880 gmin regionu Rodan-Alpy Saint-Michel-les-Portes plasuje się na 1514. miejscu pod względem liczby ludności, natomiast pod względem powierzchni na miejscu 445.).